# Damilola Odufuwa
Damilola Odufuwa, dirigeante d’entreprise et activiste nigériane  est responsable de la communication produit chez Binance Africa depuis mars 2022 . Elle est également cofondatrice et PDG de Toile de fond et cofondatrice de Feminist Coalition, ,.Elle est également cofondatrice de Wine & Whine.

## Biographie

### Éducation
Damilola Odufuwa obtient  un BSc en économie financière avec sa thèse de dernière année sur l'utilisation des programmes de microfinance pour réduire la pauvreté en 2012 à l'Université de Kent. Elle a ensuite obtenu une maîtrise en finance internationale et développement économique en 2013 à l'Université de Kent.

### Carrière
Damilola Odufuwa commence sa carrière en travaillant sur MTV Shuga, puis travaille comme productrice indépendante pour National Geographic en juillet 2019 pendant un mois. Elle travaille également comme rédactrice en chef pour ZUMI entre 2018 et 2019 puis comme rédactrice en chef pour Konbini et Zikoko.Damilola est encore  productrice sociale pour CNN Afrique. Elle est la PDG de Background, une application qu'elle a cofondée en 2020 avec Odunayo Eweniyi et qui permet aux gens de trouver et de partager des lieux à travers le monde. Elle est également cofondatrice de Feminist Coalition, un groupe de défense visant l'égalité des femmes dans la société nigériane. Elle est responsable mondiale de la communication produit chez Binance Africa depuis mars 2022.

## Prix
Damilola Odufuwa est  classée parmi les 12 femmes leaders qui ont changé le monde en 2020 par British Vogue. Elle figure sur la liste 2021 Times Next 100 . Damilola est  lauréate du prix Afrique 2020 The Future Awards pour les principales conversations. Elle est nommée dans la liste Bloomberg 50 des personnes qui ont changé le monde des affaires en 2020 .

## Activisme
Damilola Odufuwa et Odunayo Eweniyi  crée la Coalition féministe, qui se concentre sur les droits et la sécurité des femmes, l'autonomisation économique et la participation politique des femmes au Nigeria. Pour son premier projet, l’organisation soutient  les manifestations #EndSARS qui ont balayé le Nigeria en 2020 et a organisé une collecte de nourriture pour les femmes à faible revenu et leurs familles, ,.